# Acasis
Acasis là một chi bướm đêm thuộc họ Geometridae.

## Các loài
- Acasis appensata (Eversmann, 1842)
- Acasis viretata - Yellow Barred Brindle (Hübner, 1799)
- Acasis viridata - Olive và Black Carpet (Packard, 1873)